# Zehnkampf-Länderkampf der Männer 1966 Frankreich – BR Deutschland – Schweiz
| 12. Leichtathletik-Länderkampf mit bundesdeutscher Beteiligung 1966   | 12. Leichtathletik-Länderkampf mit bundesdeutscher Beteiligung 1966 |
| --------------------------------------------------------------------- | ------------------------------------------------------------------- |
|                                                                       |                                                                     |
| Zehnkampf-Vergleich der Männer: Frankreich – BR Deutschland – Schweiz |                                                                     |
| Austragungsort                                                        | Manosque                                                            |
| Wettbewerbe                                                           | 1                                                                   |
| Datum                                                                 | 8./9. Oktober                                                       |
| 1. FRG 2. SUI 3. FRA                                                  | 52 Punkte 43 Punkte 26 Punkte                                       |
| Chronik                                                               |                                                                     |
| ← FRG-NOR (M)                                                         | erster LK 1967:00 SUI-FRG_NLD Straßenlauf (M) →                     |

Im zwölften und letzten Vergleich des Länderkampfjahres 1966 stand am 8./9. Oktober wieder ein Zehnkampf an. Die Gegner waren Frankreich und die Schweiz. Auch 1964 und 1965 waren die drei Länder in einem Zehnkampfvergleich aufeinandergetroffen. In diesem Jahr wurde die Begegnung im französischen Manosque ausgetragen. Die beiden vorangegangenen Begegnungen hatte die Bundesrepublik Deutschland für sich entschieden.

## Wettbewerbe und Modus
Jede Nation stellte sechs Zehnkämpfer, von denen die fünf Besten gewertet wurden. Für den ersten Platz wurden sechzehn Punkte vergeben, für den zweiten vierzehn, für den dritten dreizehn, für den vierten zwölf usw.

## Ergebnis
Die Bundesrepublik Deutschland trat mit Vertretern aus der zweiten Reihe an. Die Einzelwertung gewann ein Sportler aus der Schweiz. Die gewerteten bundesdeutschen Athleten belegten die Ränge zwei, vier bis sechs und elf. Damit lag die Bundesrepublik Deutschland in der Gesamtwertung mit diesmal 52 Punkten wieder vorn. Die Schweizer Zehnkämpfer belegten mit 43 Punkten Rang zwei vor den mit 26 Punkten drittplatzierten Franzosen.

## Legende
Kurze Übersicht zur Bedeutung der Symbolik – so üblicherweise auch in sonstigen Veröffentlichungen verwendet:
| DNF | nicht im Ziel (did not finish) |
| DNS | nicht am Start (did not start) |

## Resultat
| Platz | Name                 | Nation | Punkte | 100 m  | Weit- sprung | Kugel- stoßen | Hoch- sprung | 400 m  | 110 m Hürden                                    | Diskus- wurf                                    | Stabhoch- sprung                                | Speer- wurf                                     | 1500 m                                          |
| ----- | -------------------- | ------ | ------ | ------ | ------------ | ------------- | ------------ | ------ | ----------------------------------------------- | ----------------------------------------------- | ----------------------------------------------- | ----------------------------------------------- | ----------------------------------------------- |
| 01    | Werner Duttweiler    | SUI    | 7330   | 11,4 s | 7,13 m       | 13,80 m       | 1,84 m       | 51,4 s | 15,1 s                                          | 36,66 m                                         | 4,40 m                                          | 56,26 m                                         | 4:40,7 min                                      |
| 02    | Jochen Krüger        | FRG    | 7148   | 11,5 s | 7,02 m       | 12,70 m       | 1,81 m       | 52,3 s | 16,2 s                                          | 39,98 m                                         | 3,70 m                                          | 73,70 m                                         | 4:38,7 min                                      |
| 03    | Robert Kozma         | FRA    | 7108   | 11,3 s | 6,58 m       | 13,50 m       | 1,84 m       | 48,5 s | 15,0 s                                          | 37,98 m                                         | 3,40 m                                          | 46,28 m                                         | 4:22,3 min                                      |
| 04    | Günter Tidow         | FRG    | 7034   | 11,2 s | 5,48 m       | 15,15 m       | 1,70 m       | 50,6 s | 15,8 s                                          | 38,76 m                                         | 3,50 m                                          | 59,70 m                                         | 4:36,6 min                                      |
| 05    | Burkhard Schlott     | FRG    | 6945   | 11,1 s | 6,66 m       | 13,68 m       | 1,74 m       | 50,3 s | 15,5 s                                          | 40,91 m                                         | 4,10 m                                          | 47,80 m                                         | 5:09,8 min                                      |
| 06    | Falk Fabich          | FRG    | 6913   | 11,7 s | 6,31 m       | 12,58 m       | 1,84 m       | 51,8 s | 16,0 s                                          | 39,38 m                                         | 4,10 m                                          | 51,56 m                                         | 4:27,3 min                                      |
| 07    | Georges Kännel       | SUI    | 6781   | 11,1 s | 6,38 m       | 11,93 m       | 1,70 m       | 50,0 s | 15,6 s                                          | 34,46 m                                         | 3,60 m                                          | 52,12 m                                         | 4:27,5 min                                      |
| 08    | Edgar Müller         | SUI    | 6687   | 11,2 s | 6,74 m       | 11,92 m       | 1,81 m       | 50,8 s | 16,4 s                                          | 35,50 m                                         | 3,80 m                                          | 38,32 m                                         | 4:30,2 min                                      |
| 09    | Charlemagne Anyamah  | FRA    | 6671   | 11,0 s | 6,24 m       | 13,88 m       | 1,78 m       | 50,4 s | 15, s                                           | 35,30 m                                         | 3,70 m                                          | 48,52 m                                         | 4:47,0 min                                      |
| 10    | Edgar Känzig         | SUI    | 6622   | 11,5 s | 6,97 m       | 11,07 m       | 1,65 m       | 51,8 s | 15,8 s                                          | 33,76 m                                         | 4,10 m                                          | 45,22 m                                         | 4:29,4 min                                      |
| 11    | Uwe Keiler           | FRG    | 6541   | 10,9 s | 6,64 m       | 12,82 m       | 1,65 m       | 49,8 s | 17,3 s                                          | 37,26 m                                         | 3,20 m                                          | 49,40 m                                         | 4:46,8 min                                      |
| 12    | Mathias Mathys       | SUI    | 6507   | 11,5 s | 6,57 m       | 12,21 m       | 1,81 m       | 54,0 s | 15,7 s                                          | 33,44 m                                         | 3,40 m                                          | 57,78 m                                         | 4:53,4 min                                      |
| 13    | Jean-Paul Morelatto  | FRA    | 6497   | 11,5 s | 6,50 m       | 12,84 m       | 1,70 m       | 52,2 s | 15,0 s                                          | 38,86 m                                         | 3,30 m                                          | 44,40 m                                         | 4:50,8 min                                      |
| 14    | Jean-Pierre Wiethoff | FRA    | 6452   | 11,2 s | 6,70 m       | 12,62 m       | 1,70 m       | 50,9 s | 18,0 s                                          | 35,62 m                                         | 3,40 m                                          | 50,22 m                                         | 4:46,2 min                                      |
| 15    | Kurt Altherr         | SUI    | 6380   | 11,4 s | 6,49 m       | 13,28 m       | 1,65 m       | 52,9 s | 17,4 s                                          | 37,48 m                                         | 3,50 m                                          | 52,18 m                                         | 4:51,9 min                                      |
| 16    | Pierre Drean         | FRA    | 6380   | 10,9 s | 6,24 m       | 12,01 m       | 1,87 m       | 51,7 s | 15,2 s                                          | 36,20 m                                         | 3,30 m                                          | 43,58 m                                         | 5:37,5 min                                      |
| 17    | Pierre Darrière      | FRA    | 6131   | 11,6 s | 6,31 m       | 11,78 m       | 1,78 m       | 53,0 s | 17,4 s                                          | 38,64 m                                         | 3,30 m                                          | 50,70 m                                         | 5:16,2 min                                      |
| DNF   | Rudi Hars            | FRG    |        | 11,4 s | 6,16 m       | 12,91 m       | 1,60 m       | DNS    | verletzungsbedingte Aufgabe nach dem Hochsprung | verletzungsbedingte Aufgabe nach dem Hochsprung | verletzungsbedingte Aufgabe nach dem Hochsprung | verletzungsbedingte Aufgabe nach dem Hochsprung | verletzungsbedingte Aufgabe nach dem Hochsprung |